# Fissidens hydropogon
Fissidens hydropogon är en bladmossart som beskrevs av Richard Spruce och Mitten 1869. Fissidens hydropogon ingår i släktet fickmossor, och familjen Fissidentaceae. Inga underarter finns listade i Catalogue of Life.
Arten är endast känd från Andernas lägre delar i Ecuador. Den växer i vattendrag som ligger i regnskogar.
Delar av skogen avverkades. Efter 1857 hittades inga fler exemplar. IUCN listar arten som akut hotad (CR).